# Nonô Figueiredo
Flávio Pagano Figueiredo (São Paulo, 13 de mayo de 1971), más conocido como Nonô Figueiredo, es un piloto brasileño de automovilismo.
Inició su carrera a finales de los años 80. En 1992 y 1995 ganó el campeonato monomarca brasileño de Fiat Uno. En 1993 participó en la Fórmula 3 Italiana y en el Masters de Fórmula 3 en Zandvoort, Países Bajos. Por otra parte, en el Superturismo Sudamericano ganó tres carreras y su mejor resultado de campeonato fue cuarto en 1997.
En el año 2000 debutó en Stock Car Brasil, ganando por primera vez al año siguiente. Se mantuvo en la categoría hasta 2014, pero volvió para algunas carreras en 2018. En total, ganó tres carreras en la categoría.
En 2015 debutó en el Brasileiro de Marcas. Al año siguiente ganó el título de pilotos y uno más tarde fue subcampeón.
Además, ha participado esporádicamente en competencias como las 24 Horas de Daytona o el International GT Open. Es propietario del equipo Onze Motorsports.

## Resultados

### Turismo Competición 2000
| Año  | Equipo            | Auto                 | 1  | 2   | 3   | 4   | 5  | 6   | 7  | 8   | 9  | 10  | 11 | 12  | 13  | 14  | Res. | Puntos |
| ---- | ----------------- | -------------------- | -- | --- | --- | --- | -- | --- | -- | --- | -- | --- | -- | --- | --- | --- | ---- | ------ |
| 2004 |                   |                      | GR | VIE | SJU | PAR | SL | OBE | AG | CON | RC | SRA | BB | BA  | RAF | MDP | -    | -      |
| 2004 | Mitsubishi Racing | Mitsubishi Lancer VI |    |     |     |     |    |     |    |     |    |     |    | Ret |     |     | -    | -      |

### TCR South America
| Año  | Equipo       | Auto                    | 1   | 2   | 3   | 4   | 5   | 6   | 7   | 8   | 9   | 10 | 11 | 12 | 13  | 14  | Pos. | Pts. |
| ---- | ------------ | ----------------------- | --- | --- | --- | --- | --- | --- | --- | --- | --- | -- | -- | -- | --- | --- | ---- | ---- |
| 2021 |              |                         | INT | INT | CUR | RIV | RIV | EPI | EPI | RCU | RCU | BA | AG | AG | CDU | CDU | 43.º | 8    |
| 2021 | Cobra Racing | Audi RS3 LMS TCR (2017) |     |     |     |     |     |     |     |     |     | 12 |    |    |     |     | 43.º | 8    |